# Малая Сейдеминуха
Малая Сейдеминуха (укр. Мала Сейдеминуха) — село в Калиновской поселковой общине Бериславского района Херсонской области Украины. До 2020 года входило в состав Великоалександровского района.
Почтовый индекс — 74130. Телефонный код — 5532. Код КОАТУУ — 6520980504.

## Население
Население по переписи 2001 года составляло 245 человек.

### Языковой состав
Родной язык населения по данным переписи 2001 года:
| Язык       | Численность, чел. | Доля     |
| ---------- | ----------------- | -------- |
| Украинский | 232               | 94,69 %  |
| Русский    | 12                | 4,90 %   |
| Другое     | 1                 | 0,41 %   |
| Итого      | 245               | 100,00 % |

## История
В 1840—1841 годах на окраине еврейской земледельческой колонии Сейдеминуха (совр. Калининское) поселилась группа переселенцев из Невеля и других населённых пунктов Витебской губернии, после чего она разделилась на Большую Сейдеменуху и Малую Сейдеменуху.
В 1842 году в Малой Сейдеменухе проживало 442 человек (35 дворов), в 1887 году — 233 (33 двора), в 1897 году — 520 (96,5 % — евреи), в 1916 году — 632, в 1920 году — 892, в 1924 году — 793, в 1931 году — 578 человек. С 1840-х годах действовала синагога. В 1898—1899 годах земледелием занимались 75 семей (454 человек). Часть колонистов занималась ремеслами. В конце XIX века существовали частная начальная школа и хедер. В 1912 году было открыто 2-классное народное еврейское училище.
В ходе Гражданской войны Малая Сейдеминуха подвергалась погромам и грабежам, в том числе в 1919 году погром учинили части Добровольческой армии; хозяйства колонистов пришли в упадок. В 1924—1931 годах число хозяйств сократилось со 163 до 123. В 1925—1928 годах существовали товарищества по совместной обработке земли (сельскохозяйственная техника была предоставлена Джойнтом и КОМЗЕТом). В 1929 в колхоз «Авангард» объединилось 90,2 % хозяйств. В 1928—1944 поселение называлось Штерндорф и входило в Калининдорфский еврейский национальный район.
В 1941 году, с началом Великой Отечественной войны, 218 человек из Штерндорфа были призваны в РККА (189 из них погибли), 28 эвакуированы. 17 сентября 1941 года в Штерндорфе гитлеровцами было расстреляно 340 евреев. После 1945 года часть евреев вернулась в Малую Сейдеминуху, которой было возвращено прежнее название. В конце 1940-х годах в Малой Сейдеминухе проживало 44 еврея.
Село подверглось нападению российских войск во время вторжения России в Украину в 2022 году.